# 1998 HN151
1998 HL151, também escrito como 1998 HN151, é um objeto transnetuniano (TNO) que está localizado no cinturão de Kuiper, uma região do Sistema Solar. Ele possui uma magnitude absoluta (H) de 8,8 e, tem um diâmetro estimado com cerca de 76 km.

## Descoberta
1998 HL151 foi descoberto no dia 21 de abril de 1998 pelos astrônomos J. Kormendy, R. Wainscoat, D. J. Tholen e D. C. Jewitt.

## Órbita
A órbita de 1998 HL151 tem uma excentricidade de 0.051 e possui um semieixo maior de 37.982 UA. O seu periélio leva o mesmo a uma distância de 36.058 UA em relação ao Sol e seu afélio a 39.905.